# Сербівка (Чернігівська область)
Сербівка — село Остерського району, Чернігівської області.
Станом на 1946 рік належало до Борсуківської сільської ради, тепер куток в с. Борсуків.